# ×Elyhordeum californicum
Elyhordeum californicum là một loài thực vật có hoa trong họ Hòa thảo. Loài này được (Bowden) Barkworth mô tả khoa học đầu tiên năm 1998.